# Cá marlin trắng
Cá marlin trắng, tên khoa học Kajikia albida, là một loài cá thuộc họ Istiophoridae. Loài cá này có màu xanh biển đậm đến nâu sô cô la. Chúng xuất hiện thành từng nhóm nhỏ trong biển. Trọng lượng trung bình 45–65 kg gần bằng cá buồm Ấn Độ Dương-Thái Bình Dương. Chúng thích khu vực nước trong xanh sâu hơn 100 mét.